# Kishinouyepenaeopsis incisa
Kishinouyepenaeopsis incisa is een tienpotigensoort uit de familie van de Penaeidae. De wetenschappelijke naam van de soort is voor het eerst geldig gepubliceerd in 1986 door Liu & Wang.